# Collegium Carolinum (Kassel)

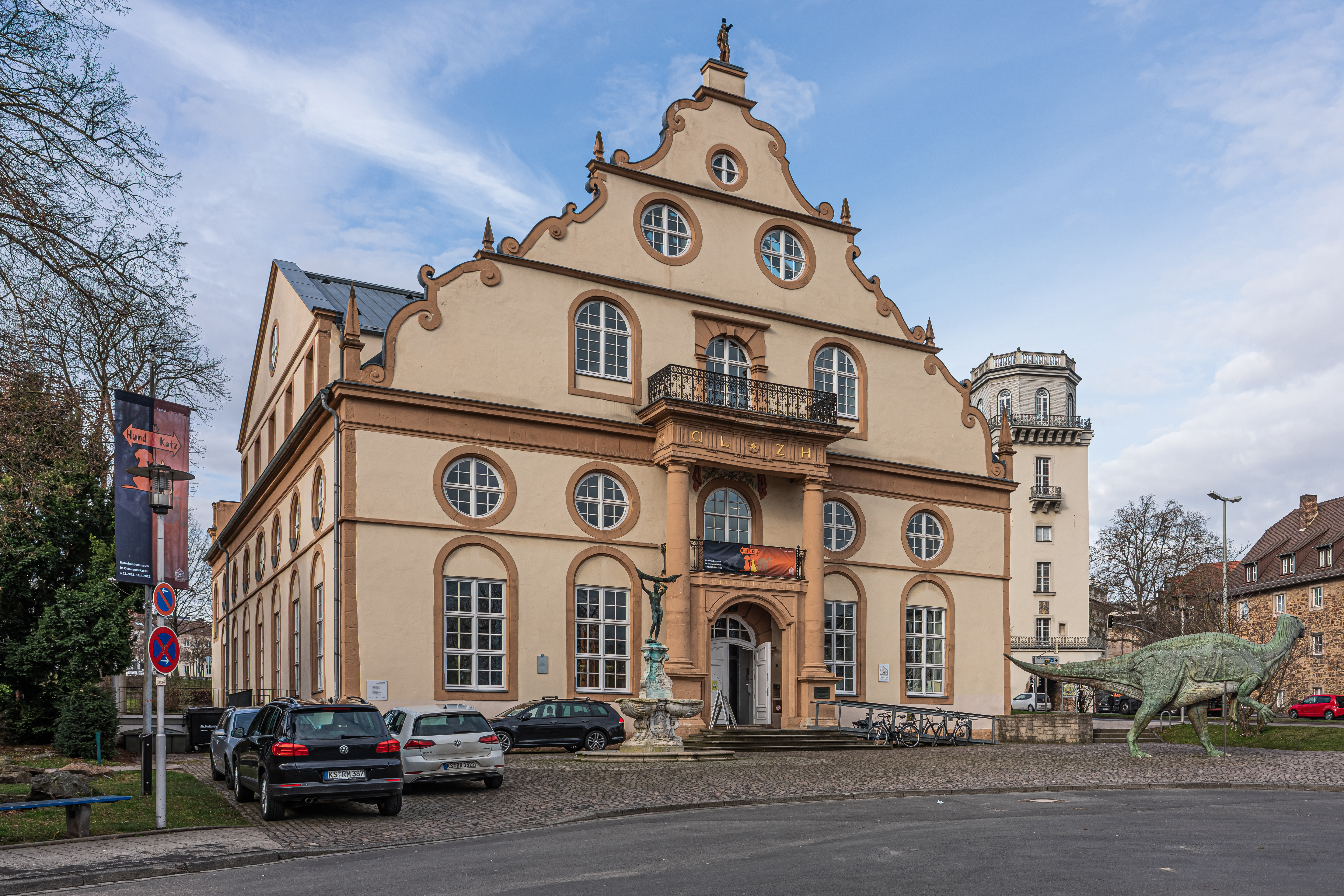
Das Ottoneum diente dem Collegium Carolinum als Schulgebäude

Das Collegium Carolinum in Kassel wurde 1709 von Landgraf Karl (1654–1730) von Hessen-Kassel gegründet. Das Carolinum bildete eine „neue Form von Hochschule“ und hatte zur Aufgabe, die Studenten vor dem Beginn des Studiums an einer theologischen, juristischen oder medizinischen Fakultät in Mathematik, Physik und Anatomie auszubilden.

## Geschichte
Als das Collegium Carolinum im Jahr 1709 gegründet wurde, beabsichtigte Landgraf Karl, es als eine „Akademie der Wissenschaften“ zu etablieren. Tatsächlich wurde dem Carolinum die Aufgabe zugewiesen, zukünftige Studenten auf ihr Fachstudium vorzubereiten. Die ersten Kollegs wurden von zwei Professoren im Kasseler Kunsthaus abgehalten. Landgraf Karl ließ zu diesem Zweck eine Anatomiekammer sowie ein Observatorium einrichten und stellte seine landgräfliche Sammlung für die Lehrzwecke zur Verfügung.
1721, nach dem Tod der Inhaber der ersten Professuren, wurden diese nicht wieder besetzt, und seit 1728 war der Rektor der Kasseler Stadtschule der einzige Lehrer am Carolinum. 1738 wurde das Carolinum um das Collegium Medico-Chirurgicum erweitert, das als Ausbildungsstätte für Militärchirurgen diente.
Erst mit dem Regierungsantritt des Landgrafen Friedrich II. im Jahr 1760 erfuhr das Carolinum nach dem Vorbild des Braunschweiger Collegium Carolinum eine weitere Förderung. So wurden unter anderem 1764 ein Vorlesungsverzeichnis gedruckt und weitere Professuren besetzt, dazu zählten Architektur, Malerei, Bildhauerei und Zeichenkunst. Auch wurden Lehrer für Kriegsbaukunst, Englisch, Französisch und Italienisch ernannt. Zeitweise lehrten am Carolinum 17 Professoren.
Die Zahl der meist bürgerlichen Studenten belief sich im Jahr 1764 auf 55. Das Bemühen, durch eine gute Ausstattung und die Berufung bekannter Professoren Studenten anzuwerben, scheiterte. Kinder aus adeligen Familien blieben dem Carolinum weitgehend fern. Auch neue Gesetze, die Bürgern ohne Immatrikulation den Besuch von Vorlesungen erlaubten, konnten das Interesse der Studenten nicht heben.
Nach dem Tod Friedrichs II. gegen Ende 1785 wurden mehrere Professoren an die Universität Marburg versetzt. Weil das Collegium Carolinum nicht in das Gesamtkonzept des hessischen Bildungswesens eingegliedert werden konnte, wurde der Lehrbetrieb 1791 eingestellt.

## Bedeutung

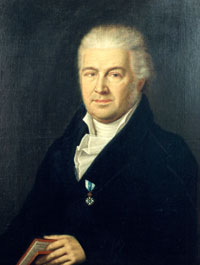
Samuel Thomas von Soemmerring, einer der bedeutendsten deutschen Anatomen, lehrte in Kassel

Trotz des geringen Erfolgs hatte die Bildungseinrichtung einen wissenschaftlichen Rang, welcher seinen Professoren zuzuschreiben war. Die mäßige Zahl der Studenten erlaubte den Professoren, ihrer Wissenschaft nachzugehen und Lehrbücher und Rezensionen zu verfassen. So wurden teilweise Lehrbücher von Professoren des Collegium Carolinum an verschiedenen Universitäten benutzt. Kassel wurde nicht zuletzt durch die persönlichen Kontakte der Professoren in das Netzwerk der Aufklärung eingebunden.
Die medizinische Fakultät war von großer Bedeutung. Durch die enorm gute Ausstattung konnten nicht nur die Studenten das Studium in Kassel beenden, um danach in Göttingen oder Marburg den Doktortitel zu erwerben, auch die Bevölkerung in der Stadt und in der Umgebung genoss, wegen der qualifizierten Ausbildung der Hebammen und Chirurgen, eine bessere medizinische Versorgung.
1777 wurde aus dem Collegium Carolinum heraus die „Académie de Peinture et de Sculpture de Cassel“ gegründet, die eine Brücke zur heutigen Kunsthochschule Kassel bildet.

## Bedeutende Professoren
- Lothar Zumbach von Koesfeld (1661–1727), Mathematiker, Astronom und Musiker
- Johann Jakob von Meyenburg (1665–1717), Schweizer Mediziner und Postmeister, 1717 Direktor
- Johann Adolph Hartmann (1680–1744), Historiker
- Johann Jacob Huber (1707–1778), Mediziner und Botaniker
- Johann August Nahl der Ältere (1710–1781), Bildhauer
- Johann Rudolph Anton Piderit (1720–1791), Theologe und Philosoph
- Johann Matthias Matsko (1721–1796), Astronom und Mathematiker
- Johann Heinrich Tischbein der Ältere (1722–1789), Maler
- Johann Gottlieb Stegmann (1725–1795), Mathematiker und Experimentalphysiker
- Simon Louis du Ry (1726–1799), Architekt
- Johann Wilhelm Christian Gustav Casparson (1729–1802), Schriftsteller, Historiker und Hochschullehrer
- Ernst Gottfried Baldinger (1738–1804), Mediziner
- Georg Wilhelm Stein der Ältere (1737–1803), Mediziner
- Justus Friedrich Runde (1741–1807), Rechtshistoriker
- Christian Konrad Wilhelm von Dohm (1751–1820), Kameral- und Finanzwissenschaften
- Konrad Wilhelm Ledderhose (1751–1812), Jurist
- Johannes von Müller (1752–1809), Historiker
- Georg Forster (1754–1794), Mediziner
- Johann Heinrich Wepler (1755–1792), Theologe
- Johann Wilhelm Christian Brühl (1757–1806), Mediziner